# Robert L. Joseph
Robert L. Joseph est un scénariste, producteur et acteur né le 10 mars 1923 et décédé le 27 avril 2002 à East Chatham (New York).

## Filmographie
Comme scénariste
- 1953 : The Hitch-Hiker
- 1958 : The Veil (TV)
- 1958 : Fusillade à Tucson (en) (Gunsmoke in Tucson) de Thomas Carr
- 1961 : Door-to-Door Maniac
- 1964 : Le Secret du docteur Whitset (The Third Secret)
- 1965 : Memorandum for a Spy (TV)
- 1966 : Porträt eines Helden (TV)
- 1966 : Ski Fever
- 1967 : One Step to Hell
- 1967 : Jack of Diamonds
- 1968 : Companions in Nightmare (TV)
- 1969 : Strategy of Terror
- 1974 : Dr. Max (TV)
- 1976 : Echoes of a Summer
- 1977 : SST: Death Flight (TV)
- 1978 : The Word (feuilleton TV)
- 1982 : La Troisième Guerre mondiale (World War III) (TV)
- 1984 : Le Soleil se lève aussi (The Sun Also Rises) (TV)
- 1986 : Rage of Angels: The Story Continues (TV)
- 1987 : Sworn to Silence (TV)

Comme producteur
- 1948 : Open Secret
- 1948 : Close-Up (en)
- 1964 : The Third Secret
- 1976 : Echoes of a Summer
- 1984 : Le Soleil se lève aussi (The Sun Also Rises) (TV)

Comme acteur
- 1976 : Echoes of a Summer : Druggist